# Fox Creek (Alberta)
Pour les articles homonymes, voir Fox Creek.
Fox Creek est une ville (town) de Greenview No 16, située dans la province canadienne d'Alberta.

## Démographie
En tant que localité désignée dans le recensement de 2011, Fox Creek a une population de 1 969 habitants dans 773 de ses 980 logements, soit une variation de -13,6 % avec la population de 2006. Avec une superficie de 11,543 7 km2, la ville possède une densité de population de 170,569 2 hab/km2 en 2011.
Concernant le recensement de 2006, Fox Creek abritait 2 278 habitants dans 861 de ses 937 logements. Avec une superficie de 11,543 8 km2, la ville possédait une densité de population de 197,3 hab/km2 en 2006.
| 2001  | 2006  | 2011  | 2016  |
| ----- | ----- | ----- | ----- |
| 2 337 | 2 278 | 1 969 | 1 971 |